# Grado (Croazia)
Grado (in passato Gradaz, desueto, in croato: Gradac), è un comune della Regione spalatino-dalmata in Croazia. Al 2001 possedeva una popolazione di 3.615 abitanti.

Secondo Costantino Porfirogenito, Grado è il probabile sito dell'antica Labinezza.
Dalla frazione di Drivenico si prendono i traghetti per San Giorgio sull'isola di Lesina.

## Storia

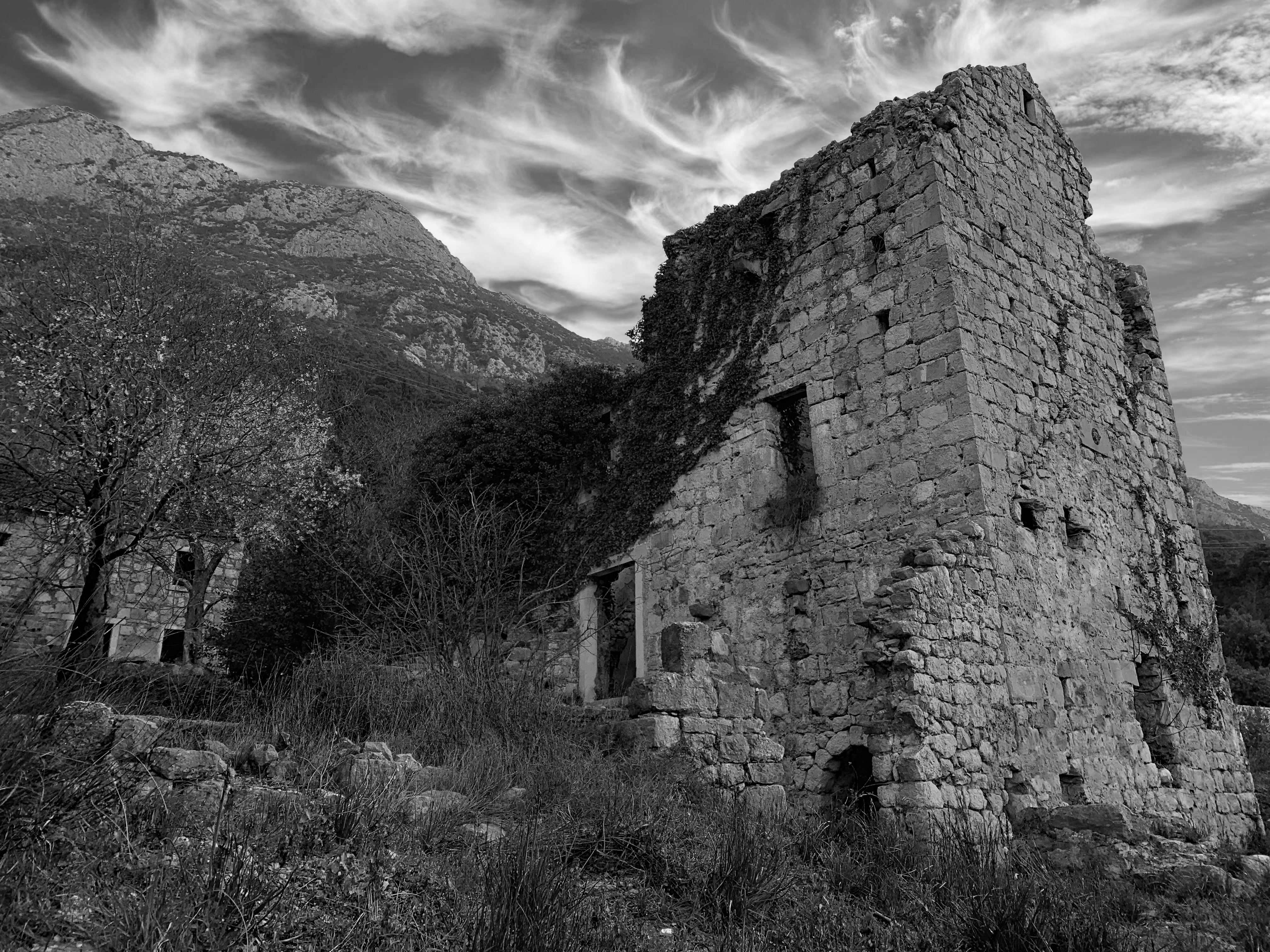
Čista

Già conosciuta come Castiense, da Castrum Iense, Grado dal 1420 fu possedimento veneziano al confine con i territori turchi.
Caduta la Serenissima, con la pace di Presburgo seguì il destino degli ex possedimenti veneziani entrando per un breve periodo nel Regno d'Italia napoleonico.
Con il trattato di Schönbrunn del 1809 entrò a far parte delle Province Illiriche per entrare poi in mano austriaca con il Congresso di Vienna nel 1815 nella Dalmazia austriaca come comune autonomo per poi divenire frazione del comune di Gornje Primorje.
Dopo la prima guerra mondiale entrò a far parte del neo costituito Regno dei Serbi, Croati e Sloveni.
Dopo la seconda guerra mondiale fece parte della Repubblica Socialista Federale di Jugoslavia; dal 1991 fa parte della Croazia.

## Località
Il comune di Grado è suddiviso in 5 frazioni (naselja) di seguito elencate. Tra parentesi il nome in lingua italiana.
- Brist (Brista[2])
- Drvenik (Drivenico[8][9] Darvenico o Darvenik[10]])
- Gradac (Grado[2][4])
- Podaca (Podazza[11])
- Zaostrog (Rastozza[8][12])